# Michalovice u Havlíčkova Brodu

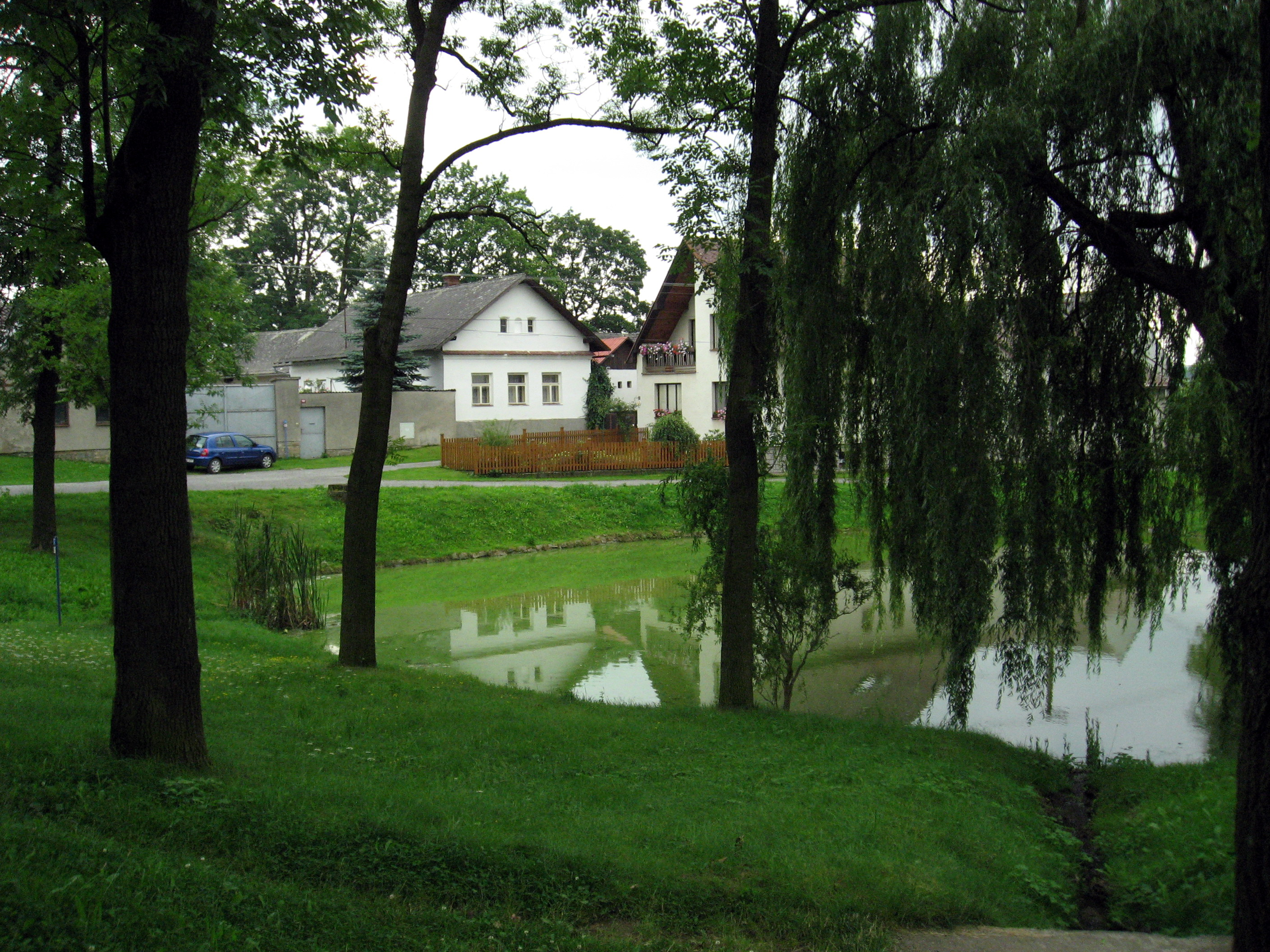
Dorfplatz

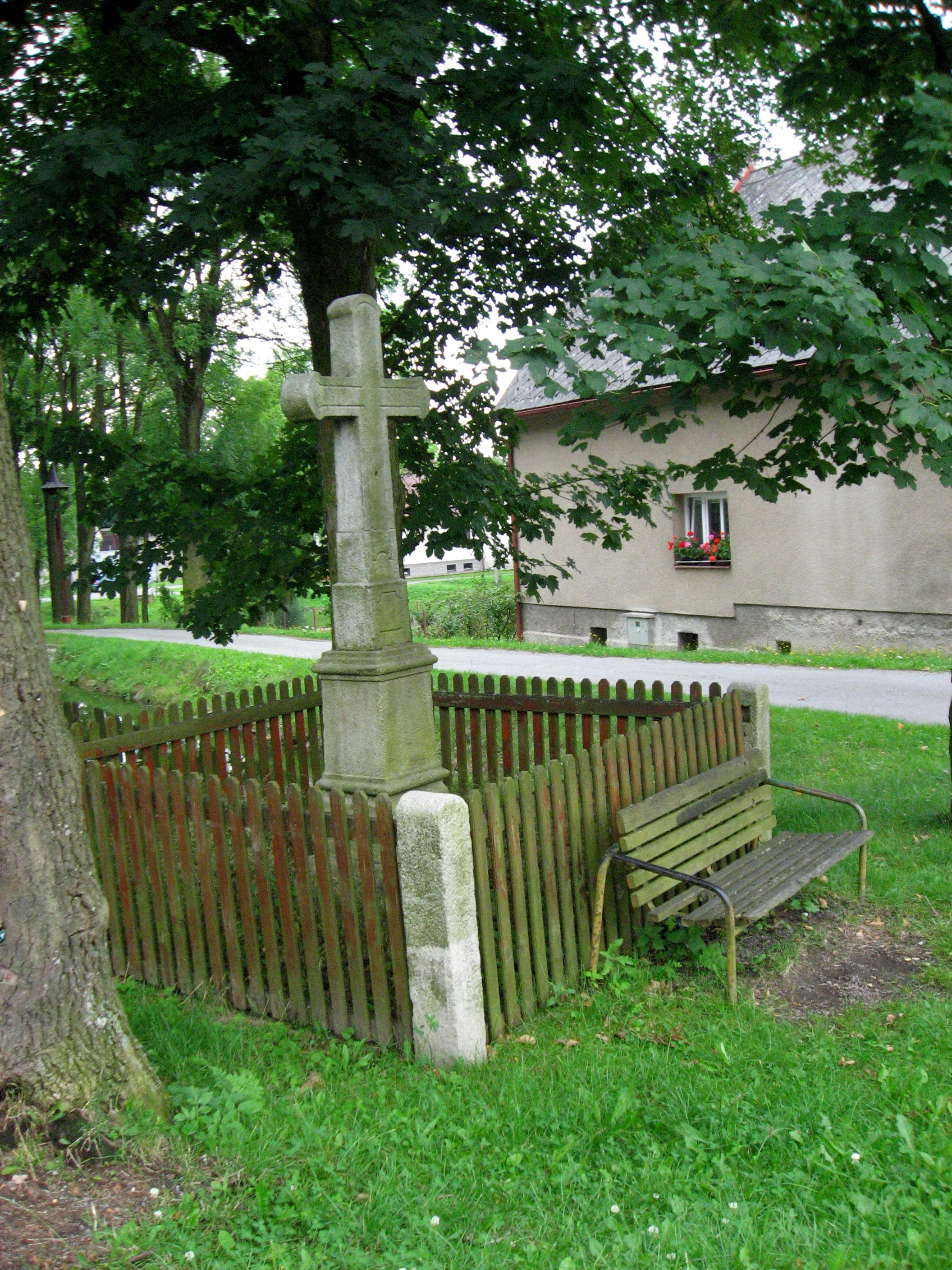
Steinernes Kreuz

Michalovice (deutsch Michalowitz) ist eine Gemeinde in Tschechien. Sie liegt fünf Kilometer südwestlich des Stadtzentrums von Havlíčkův Brod und gehört zum Okres Havlíčkův Brod.

## Geographie
Michalovice befindet sich rechtsseitig über dem Tal des Baches Úsobský potok (Zbinower Bach) in der Hornosázavská pahorkatina (Hügelland an der oberen Sázava). Am nordwestlichen Ortsrand verläuft die Staatsstraße I/34 zwischen Havlíčkův Brod und Humpolec. Zwei Kilometer östlich liegt die Bahnstrecke Havlíčkův Brod–Humpolec, die nächste Bahnstation ist Petrkov.
Nachbarorte sind Klanečná, U Chrasti und Červený Dvorek im Norden, Občiny, Šmolovy und Nový Dvorek im Nordosten, Grodlův Mlýn, U Culků und U Vránů im Osten, Petrkov, Suchá, Hladový Mlýn und Lípa im Südosten, Lipský Dvorek und Malá Lípa im Süden, Květinov und Svitálka im Südwesten, Dočkalův Mlýn, Kvasetice und Bezděkov im Westen sowie Na Horkách und Hurtova Lhota im Nordwesten. 

## Geschichte
Das zur Herrschaft Lipnice gehörige Dorf Michalowicz wurde 1377 erstmals erwähnt. Im Jahre 1436 überschrieb König Sigismund die Burg Lipnice mit allem Zubehör für treue Dienste erblich an Nikolaus Trčka von Lípa. Später verlegten die Herren Trčka von Lípa den Sitz der Herrschaft nach Světlá. 1633 wurde Michalovice dem Gut Okrouhlice zugeordnet. Nach der Ermordung von Adam Erdmann Trčka von Lípa konfiszierte Kaiser Ferdinand II. am 29. März 1634 dessen Güter und die seines Vaters Jan Rudolf Trčka von Lípa, deren Schätzwert zusammen bei 4.000.000 Gulden lag; das Konfiskationspatent wurde im Mai 1636 durch den Reichshofrat in Wien bestätigt. Philipp Adam zu Solms-Lich, der 1637 das Gut Okrouhlice erworben hatte, verkaufte Michalovice 1640 wegen hoher Schulden. Danach gehörte Michalovice zunächst zum Gut Friedenau und wurde dann dem Gut Věž zugeschlagen. Im Jahre 1791 wurde Michalovice zusammen mit Květinov vom Gut Věž abgetrennt und an Aloys Freiherr Sarrasin verkauft.
Im Jahre 1840 bestand das im Caslauer Kreis an der Teutschbroder Chaussee gelegene Dorf Michalowitz aus 31 Häusern, in denen 254 Personen lebten. Im Ort gab es ein Wirtshaus. Abseits am Zbinower Bach lag eine Mühle mit Brettsäge (Dočkalův Mlýn). Pfarrort war Krasnahora. Bis zur Mitte des 19. Jahrhunderts blieb Michalowitz dem Gut Kwietenau untertänig.
Nach der Aufhebung der Patrimonialherrschaften bildete Michalovice ab 1849 einen Ortsteil der Gemeinde Květinov im Gerichtsbezirk Deutschbrod. 1864 ließ der Besitzer der Gutsherrschaft Květinov, Prokop Richl (Reichl), in Kvasetice ein neues Schloss errichten. Seine Tochter Berta überschrieb die Gutsherrschaft Kvasetice-Květinov ihrem Mann Jaroslav Schmidt und dessen Bruder Zdeněk (Zdeno). Ab 1868 gehörte das Dorf zum Bezirk Deutschbrod. 1869 hatte Michalovice 183 Einwohner und bestand aus 30 Häusern. In den 1880er Jahren löste sich Michalovice von Květinov los und bildete eine eigene Gemeinde. In dieser Zeit entstand auch eine einklassige Dorfschule. Im Jahre 1900 lebten in Michalovice 215 Menschen, 1910 waren es 234. Die Freiwillige Feuerwehr wurde 1910 gegründet. 1930 hatte Michalovice 199 Einwohner und bestand aus 33 Häusern. Im Zuge der Aufhebung der Gemeinde Okrouhličtí Dvořáci wurde Šmolovy am 1. Juli 1960 nach Michalovice umgemeindet. Am 30. April 1976 erfolgte die Eingemeindung nach Havlíčkův Brod. Die Grundschule wurde in den 1970er Jahren wegen zu geringer Schülerzahl geschlossen und zum Kulturhaus umgebaut. Am 24. November 1990 löste sich Michalovice nach einem Referendum wieder von Havlíčkův Brod los. Beim Zensus von 2001 lebten in den 56 Häusern der Gemeinde 129 Personen.

## Gemeindegliederung
Für die Gemeinde Michalovice sind keine Ortsteile ausgewiesen. Zu Michalovice gehört die Ansiedlung Dočkalův Mlýn.

## Sehenswürdigkeiten
- hölzerner Glockenbaum auf dem Dorfplatz
- Steinernes Kreuz auf dem Dorfplatz
- Obelisk zum Gedenken an die Gefallenen des Ersten Weltkrieges auf dem Dorfplatz
- Gedenkstein für die zum Ende des Zweiten Weltkrieges gefallenen rumänischen Soldaten, an der alten Straße Havlíčkův Brod – Humpolec
- Sühnekreuz, am südwestlichen Ortsrand
- Kapelle bei Dočkalův Mlýn
- Wassermühle am Úsobský potok
- Gedenktafel am Geburtshaus von Karel Kutlvašr (Nr. 5), enthüllt 1991

## Söhne und Töchter der Gemeinde
- Karel Kutlvašr (1895–1961), tschechoslowakischer Legionär, Widerstandskämpfer und General